# Hatsutaka-Klasse
Die Hatsutaka-Klasse (japanisch 初鷹型敷設艦 Hatsutaka-gata Fusetsukan) war eine Klasse von drei Minenlegern/Netzlegern der Kaiserlich Japanischen Marine, die im Zweiten Weltkrieg zum Einsatz kamen.

## Geschichte
Die Boote der späteren Hatsutaka-Klasse stellen eine Weiterentwicklung des Minen- und Netzlegers Shirataka da.

### Bau
Im Rahmen des 3. Kreis-Bauprogramms (Maru 3 Keikaku) von 1937 wurden zwei Einheiten mit den Baunummern 7 und 8 bei der Ishikawajima-Harima geordert. Diese legte die beiden Boote im März 1938 bzw. Mai 1939 auf ihrer Werft Harima Zōsen im heutigen Aioi auf Kiel und die Indienststellung erfolgte bis Juni 1940. Eine weitere Einheit mit der Baunummer 102 folgte im Rahmen des 4. Kreis-Bauprogramms (Maru 4 Keikaku) von 1939. Dieses Boot wurde ebenfalls durch Ishikawajima-Harima gefertigt und November 1941 in Dienst gestellt. Im Rahmen des 6. Kreis-Bauprogramms (Maru 6 Keikaku) von 1942 war geplant, eine weitere Einheit (Baunummer 819) zu ordern, was aber nicht passierte, worauf ab im modifizierten 5. Kreis-Bauprogramms (Kai-Maru 5 Keikaku) von 1942 eine Einheit (Baunummer 5039) geordert wurde. Aber der Bauauftrag wurde am 5. Mai 1944 noch vor Kiellegung zurückgezogen.
Die Hatsutaka-Klasse kann in drei Varianten bzw. Untergruppen unterteilt werden, die in Abfolge gebaut wurden. Die erste Variante, welche auch dem Basisentwurf mit der Bezeichnung H12 entspricht, umfasste die ersten zwei Einheiten. Die zweite Variante, mit einer veränderten Bewaffnung, auch als Wakataka-Klasse bezeichnet bzw. mit der Entwurfsbezeichnung H12B, umfasste das dritte Boot. Die letzte Variante, mit der Entwurfsbezeichnung H12C auch als modifizierte Wakataka-Klasse  bezeichnet, umfasste die nicht auf Kiel gelegte Asadori.

## Liste der Schiffe
| Bau-Nr.            | Name                      | Bauwerft                            | Kiellegung                          | Stapellauf                          | Indienststellung                    | Verbleib |
| Maru 3 Keikaku     | Maru 3 Keikaku            | Maru 3 Keikaku                      | Maru 3 Keikaku                      | Maru 3 Keikaku                      | Maru 3 Keikaku                      | Maru 3 Keikaku |
| ------------------ | ------------------------- | ----------------------------------- | ----------------------------------- | ----------------------------------- | ----------------------------------- | --- |
| 7                  | Hatsutaka (初鷹)          | Harima Zōsen, Aioi                  | 29. März 1938                       | 28. April 1939                      | 31. Oktober 1939                    | versenkt am 16. Mai 1945 durch amerik. U-Boot USS Hawkbill im Südchinesischen Meer                                                                                    |
| 8                  | Aotaka (蒼鷹)             | Harima Zōsen, Aioi                  | 10. Mai 1939                        | 3. Februar 1940                     | 30. Juni 1940                       | versenkt am 26. September 1944 durch amerik. U-Boot USS Pargo nördlich von Jesselton (Borneo)                                                                         |
| Maru 4 Keikaku     |                           |                                     |                                     |                                     |                                     | |
| 102                | Wakataka (若鷹)           | Harima Zōsen, Aioi                  | 15. November 1940                   | 12. Juli 1941                       | 30. November 1941                   | Außerdienststellung am 1. März 1946, Kriegsbeute Großbritannien am 17. Oktober 1947, abgegeben an die Föderation Malaya und umbenannt in Laburnum, in Dienst bis 1956 |
| Maru 6 Keikaku     |                           |                                     |                                     |                                     |                                     | |
| 819                | Bauauftrag nicht vergeben | Bauauftrag nicht vergeben           | Bauauftrag nicht vergeben           | Bauauftrag nicht vergeben           | Bauauftrag nicht vergeben           | Bauauftrag nicht vergeben |
| Kai-Maru 5 Keikaku |                           |                                     |                                     |                                     |                                     | |
| 5039               | Asadori (朝鳥)            | Bauauftrag storniert am 5. Mai 1944 | Bauauftrag storniert am 5. Mai 1944 | Bauauftrag storniert am 5. Mai 1944 | Bauauftrag storniert am 5. Mai 1944 | Bauauftrag storniert am 5. Mai 1944 |

## Technische Beschreibung

### Rumpf
Der Rumpf der Boote der Hatsutaka-Klasse, unterteilt in wasserdichte Abteilungen, war 90,92 Meter lang, 11,31 Meter breit und hatte bei einer Einsatzverdrängung von 1.920 Tonnen einen Tiefgang von 4,01 Metern.

### Antrieb
Der Antrieb erfolgte durch drei mischbefeuerte Dampferzeuger – Kampon–Kessel – und zwei Getriebeturbinensätze, mit denen eine Gesamtleistung von 6.000 PS (4.413 kW) erreicht wurde. Die erzeugte Leistung wurde an zwei Antriebswellen mit je einer Schraube abgegeben. Die Höchstgeschwindigkeit betrug 20 Knoten (37 km/h) und die maximale Fahrstrecke 3.000 Seemeilen (5.556 km) bei 14 Knoten.

### Bewaffnung
Die flugabwehrfähige Bewaffnung bestand aus vier 4-cm-Maschinenkanonen Typ 91 und vier 2,5-cm-Maschinenkanonen Typ 96. Die nachfolgenden Boote führten als Ersatz für die 4-cm-MKs zwei 7,62-cm-Geschütze des Typ 3. Des Weiteren konnten bis zu 360 Seeminen oder 24 Sperrnetze mitgeführt werden.